# Philippe Calabria
Pour les articles homonymes, voir Calabria.
Philippe Calabria, né le 20 mars 1965 à Lannemezan (Hautes-Pyrénées), est un musicien, auteur et pasteur français. Aujourd'hui, il travaille sur des concepts novateurs en prévention santé-addictions.

## Biographie

### Famille et jeunesse
Philippe Calabria est le fils de Roger Calabria (1925-1969) et de Raymonde Formoza (1926-2022). À l’âge de 4 ans, il perd son père, victime de l'alcoolisme.
Il passe son  enfance dans la cité Le Plateau de Creil où il connait la drogue et la violence.
Philippe Calabria est marié et père de deux enfants.

### Musique
Passionné par la musique, il fait partie de The Sentinels, groupe de Rock alternatif/Garage rock qui compte Eric Guillemain au chant, Philippe Calabria à la guitare, Joe Laherse à la basse, Pietro Agati aux claviers et Philippe Clerc à la batterie.
Le groupe publie trois 45 tours, en 1985 avec en face A le titre Through All The Nights et en face B, le titre Alphabet Girl, en 1987 avec en face A le titre You’d better watch out (you are mine) et en face B, le titre Lone star puis en 1989 avec en face A le titre Big Street Gang On Fire et en face B, le titre Johnny Plays Rock'n Roll Tonigh.
Le groupe publie l'album Face of Desire, en 1989 qui est produit par Little Bob et édité sous le label Accord,. Après un voyage de 3 mois aux États Unis, Eric Guillemain met fin à la formation. Après avoir sillonné la France en tant que guitariste semi-professionnel, les excès de la drogue et de l'alcool, le suicide de plusieurs amis le mènent dans une profonde dépression. Il se reprend et change de vie.

### Formation
En 1992, à l'âge de 27 ans, il passe le bac et commence des études de lettres, puis devient enseignant. Parallèlement, sous la direction de Dominique Maingueneau, il fait un travail de recherche en linguistique pragmatique à l'université Jules Verne d'Amiens, mettant en œuvre plusieurs essais littéraires expérimentaux dont l'aboutissement grand public est le roman Hors limites qu'il publie en 2011. Il obtiendra un master en linguistique française.

### Ministère
Après cinq années de formation, il obtient une reconnaissance pastorale, il est nommé pasteur en 2006 dans la ville de Laon, puis aumônier des prisons en 2009 par la Fédération protestante de France.
Il est d'abord rédacteur en chef du magazine chrétien BoosteTaVie spécialement conçu pour les jeunes et distribué dans toute la francophonie. Il publie ensuite en 2009 son premier livre, Ça change la vie !, un essai pour mieux comprendre le sens du christianisme d'aujourd'hui : en quelques lignes, Philippe Calabria explique comment vivre une vie de foi en dehors de toute approche religieuse : « Les religions ne sont bâties que par des hommes, Jésus n'étant ni catholique, ni protestant, ni orthodoxe, mais le Fils de Dieu venu apporter un message de paix, d'amour, de pardon et de réconciliation ». L'ouvrage est rapidement devenu un best-seller : de nombreux chrétiens, toutes confessions confondues, se reconnaissent à travers les thèses apportées.
De 2013 à 2017, Philippe Calabria est  pasteur associé à l'église Lille Métropole de Wasquehal.
Au lendemain des attentats du 13 novembre 2015 commis au nom de l’islam, le quotidien La Croix pose la question de cette violence à quatre responsables de culte des grandes religions et confessions : culte catholique, culte israélite, culte musulman, culte protestant. C'est Philippe Calabria qui est choisi par le quotidien pour le protestantisme.

### Forum santé
En 2011, avec la ville de Laon, il crée l'événement Fête de la vie pour la prévention santé dans le domaine des dépendances. Devant le succès de ces événements, il créait l’association Fête de la vie qui encadre les forums santé. Cette association sera déclarée en 2017.
L'expérience est reproduite dans d'autres villes et recommandée par les pouvoirs publics. Ces forums sont organisés par des municipalités, des professionnels de santé, dans le but d'apporter de l'information aux participants, tout public mais surtout aux plus fragiles. De très nombreuses villes des Hauts-de-France ont organisé une « Fête de la vie » dont Loos, Wasquehal, Hem ou Saint-Pol-sur-Mer mais aussi jusqu'en Bretagne et le sud de la France.

## Œuvre

### Musique
Le label Accord a édité trois disques du groupe The Sentinels
- Through all the nights / Alphabet girl, The Sentinels (1985)
- You'd better watch out / Lone star, The Sentinels (1987)
- Face of desire, The Sentinels (1990)

### Écriture
- BoosteTaVie, magazine Chrétien pour la jeunesse (2004-2006)
- Ça change la vie !, biographie et essai, (thème : spiritualité), 2009
- Le défi du chrétien, essai, (thème : spiritualité), 2010
- Hors Limites, roman, (surréalisme littéraire), 2011
- Extraordinaire, biographie et essai, (thème : spiritualité), 2012